# Joseph E. McDonald

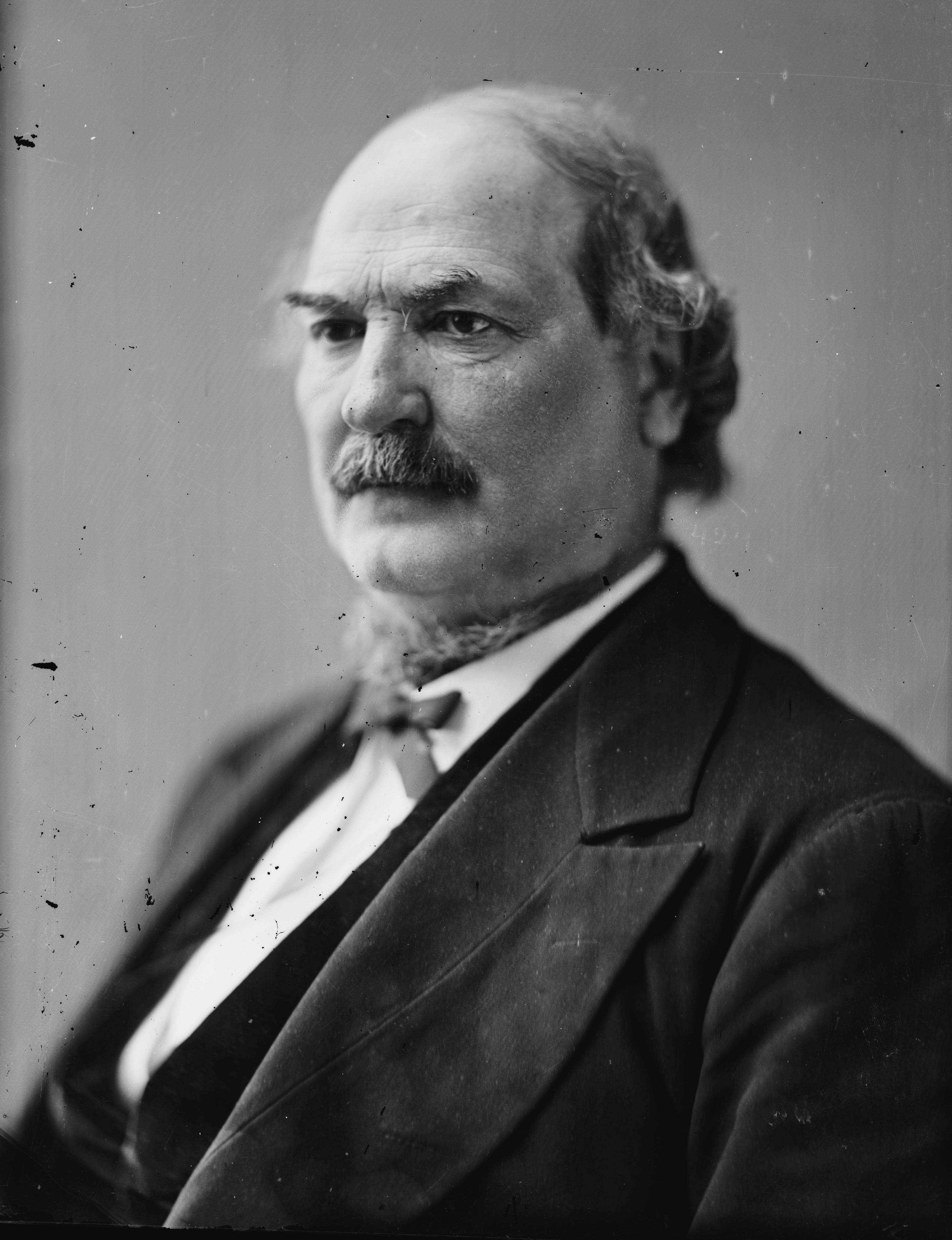
Joseph E. McDonald

Joseph Ewing McDonald (* 29. August 1819 im Butler County, Ohio; † 21. Juni 1891 in Indianapolis, Indiana) war ein US-amerikanischer Politiker (Demokratische Partei), der den Bundesstaat Indiana in beiden Kammern des Kongresses vertrat.
Im Jahr 1826 zog Joseph McDonald mit seiner Mutter aus Ohio ins Montgomery County in Indiana. Mit zwölf Jahren ging er dann bei einem Sattler in Lafayette in die Lehre. Später besuchte er das Wabash College in Crawfordsville, ehe er 1840 seinen Abschluss an der Asbury University in Greencastle machte. Er studierte danach die Rechtswissenschaften, wurde 1843 in die Anwaltskammer aufgenommen und arbeitete von 1843 bis 1847 als Staatsanwalt, ehe er sich als selbständiger Jurist in Crawfordsville niederließ.
Seine politische Laufbahn begann mit der Wahl ins Repräsentantenhaus der Vereinigten Staaten, dem er ab dem 4. März 1849 als Vertreter des achten Kongresswahlbezirks von Indiana angehörte. Nach zwei Jahren schied er zunächst wieder aus dem Kongress aus. 1856 wurde er zum Attorney General von Indiana gewählt, was er nach einer Bestätigung im Amt bis 1860 blieb. Nachdem er 1859 nach Indianapolis gezogen war, bewarb McDonald sich im Jahr 1864 vergeblich um das Amt des Gouverneurs von Indiana; er unterlag dem republikanischen Amtsinhaber Oliver Hazard Perry Morton, mit dem er seit langem befreundet war, deutlich.
1874 kandidierte Joseph McDonald dann erfolgreich für einen Sitz im Senat der Vereinigten Staaten, den er vom 4. März 1875 bis zum 3. März 1881 innehatte. Beim Versuch der Wiederwahl scheiterte er am späteren US-Präsidenten Benjamin Harrison. McDonald zog sich danach aus der Politik zurück und starb 1891 in Indianapolis.